# Triphtongue
En phonétique, la triphtongue (< (el) τρίφθογγος triphtongos « à trois sons ») est définie selon plusieurs conceptions.
Selon certains auteurs, dans une conception traditionnelle, la triphtongue est une séquence de trois voyelles prononcées dans une même syllabe[source insuffisante], dont l'une est syllabique, constituant le noyau de la syllabe dans cette situation, les autres étant asyllabiques.
Certains auteurs ajoutent à cela, que les voyelles asyllabiques deviennent, dans cette situation, des semi-voyelles ou semi-consonnes,. D'autres auteurs appellent les éléments asyllabiques seulement « semi-voyelles » ou « semi-consonnes »,.
Dans une conception plus nouvelle, la triphtongue est une seule voyelle, complexe, qui se modifie de façon qu'on entend successivement trois qualités vocaliques depuis le début jusqu'à la fin de son émission,, à cause d'un changement continu de la position des organes articulatoires. Par rapport à une diphtongue, qui passe par deux phases de l'articulation, la triphtongue traverse trois phases. Les deux diffèrent de la monophtongue, une voyelle qui ne change pas significativement au cours de son émission.
Traditionnellement, on prend en compte des triphtongues ascendantes, où les deux éléments asyllabiques précèdent la voyelle syllabique, et des triphtongues ascendantes-descendantes, dans lesquels la voyelle syllabique se trouve entre les deux éléments asyllabiques.

## Transcription
La transcription des triphtongues n'est pas unitaire. Certains auteurs utilisent les lettres qui transcrivent habituellement les voyelles. D'autres adoptent les symboles de l'alphabet phonétique international (API). Il transcrivent le noyau de la syllabe avec le symbole habituel de la voyelle en cause. Les parties asyllabiques sont transcrites par certains de ces auteurs avec les symboles des voyelles correspondantes, pourvus du signe ◌̯ souscrit (ex. [i̯], [u̯])). D'autres utilisent au lieu de [i̯] et [u̯] les symboles des consonnes spirantes correspondantes : [j], respectivement [w].

## Occurrences
Certaines langues ne possèdent pas de triphtongues, comme le hongrois. Dans le cas d'autres langues, certains auteurs admettent leur existence, mais d'autres, qui font intervenir la phonologie dans leur analyse, la nient.

### En français
En ancien français, aux XIIe siècle, il y avait deux triphtongues, [jɛw] et [ɛ̯aw], qui se sont réduites à des voyelles, mais l'orthographe du français moderne les reflète encore dans certains mots, par exemple lieu, ancien français [ljɛw] > [ljø], et eau [ɛ̯aw] > [o]. Dans la linguistique du français moderne, on considère qu'il n'y a pas de triphtongue.

### En italien
Dans la phonétique traditionnelle de l'italien, la triphtongue est une combinaison de trois voyelles, dont deux deviennent des semi-voyelles (semi-consonnes). Dans cette conception, il y a en italien les triphtongues ci-dessous, écrits dans les sources avec des lettres habituelles:
- ascendantes-descendantes :

miei « mes » ;
scambiai « je changeai » ;
ioide « os hyoïde » ;
guai « ennuis » ;
quei « ces » (masculin) ;
suoi « ses » (masculin) ;
- une triphtongue ascendante : aiuola « parterre (de fleurs) ».

Selon Bertinetto et Loporcaro 2005, qui utilisent les symboles API, d'autres triphtongues ascendantes apparaissent dans des mots comme continuiamo [kontinɥjamo] « nous continuons » ou acquiescenza [akːwjeʃːɛnt͡sa] « acquiescement ». Il se forme également des triphtongues occasionnelles, dans la parole rapide, ex. : quiete [kwiˈɛːte] → [ˈkwjɛːte] « quiétude ».
Dans une conception plus nouvelle, /j/ et /w/ ne sont pas des semi-voyelles mais des phonèmes consonnes, différents des voyelles [i], respectivement [u] précédées d'une autre voyelle dans la même syllabe, comme [au] dans le mot auto. Par conséquent, seules ces combinaisons forment des diphtongues, et il n'existe pas de triphtongues, parce que ceux considérés traditionnellement comme tels commencent tous par /j/ ou /w/, qui ne forment que des séquences consonne + diphtongue dans une même syllabe.

### En espagnol
Dans la phonétique de l'espagnol, la triphtongue est traditionnellement considérée comme une combinaison de trois voyelles, deux asyllabiques, appelées faibles (en espagnol débiles) ou fermées (cerradas), la voyelle syllabique étant appelée forte (fuerte) ou ouverte (abierta). Toutes les triphtongues sont ascendantes-descendantes Dans les sources indiquées, elles sont transcrites par des lettres habituelles :
buey « bœuf » ;
averiguáis « vous vérifiez » ;
huyáis « que vous fuyiez » ;
cambiéis « que vous changiez ».

### En roumain
La conception qui domine dans la phonétique du roumain est traditionnelle, à savoir que la triphtongue est constituée d'une voyelle et de deux semi-voyelles,. On prend en compte quatre semi-voyelles : [i̯], [u̯], [e̯] și [o̯]. Elles se combinent avec les voyelles [a], [ə], [e] et [o], pouvant former des triphtongues en diverses positions : en début et en fin de mot, à l'intérieur de certains mots ou formant certains mots. C'est pourquoi on considère traditionnellement qu'en roumain il y a relativement beaucoup de triphtongues.
Triphtongues ascendantes-descendantes :
- [e̯ai̯] : spuneai « tu disais » ;
- [e̯a[u̯] : beau « je bois » ;
- [i̯ai̯] : tăiai « tu coupais » ;
- [i̯au̯] : iau « je prends » ;
- [i̯ei̯] : miei « agneaux » ;
- [i̯eu̯] : eu « je, moi » ;
- [i̯ou̯] : maiou « maillot » ;
- [u̯ai̯] : înșeuai « tu sellais » ;
- [u̯au̯] : înșeuau « ils/elles sellaient » ;
- [u̯əi̯] : rouăi « de la rosée » (forme du génitif féminin singulier) ;
- [o̯ai̯] : leoaică « lionne ».

Triphtongues ascendantes :
- [e̯o̯a] : pleoapă « paupière » ;
- [i̯o̯a] : creioane « crayons ».

Il se forme des triphtongues au contact de certains pronoms personnels conjoints et des formes de verbes auxiliaires constituées de diphtongues, ex. ne-ai trimis [ne̯aj.triˈmis] « tu nous as envoyé(e)s », le-au spus [le̯awˈspus] « ils/elles leur ont dit », mi-ai dat [mjajˈdat] « tu m'as donné (quelque chose) ». L'une des triphtongues est seulement de cette nature : [joj], ex. i-oi da [jojˈda] « je lui donnerai ».
La linguiste roumaine Ioana Chițoran, chez qui le point de vue phonologique est prépondérant, prend bien en compte des diphtongues dans cette langue, mais non des triphtongues.